# Parafia św. Andrzeja Apostoła w Strzegomiu
Parafia świętego Andrzeja Apostoła w Strzegomiu – parafia rzymskokatolicka znajdująca się w diecezji sandomierskiej, w dekanacie Połaniec.